# Garde de Bordon
Garde de Bordon är en bergstopp i Schweiz.   Den ligger i distriktet Sierre och kantonen Valais, i den södra delen av landet, 90 km söder om huvudstaden Bern. Toppen på Garde de Bordon är 3 310 meter över havet, eller 292 meter över den omgivande terrängen. Bredden vid basen är 3,2 km.
Terrängen runt Garde de Bordon är huvudsakligen mycket bergig. Närmaste större samhälle är Zermatt, 16,1 km sydost om Garde de Bordon. 
Trakten runt Garde de Bordon består i huvudsak av gräsmarker. Runt Garde de Bordon är det glesbefolkat, med 8 invånare per kvadratkilometer.